# Хост
Хост, також гост (від англ. host — господар, який приймає гостей) — термін, що використовується в комп'ютерних мережах та програмуванні i має декілька визначень:
1. Будь-який комп'ютерний пристрій, що має доступ до IP мережі тобто синонім терміна вузол мережі[en]. У сучасних мережах цей термін поширюється не тільки на традиційні комп'ютери (ЕОМ), a також i на смартфони, планшети, телевізори з доступом до Інтернету та інші подібні пристрої.
2. Комп'ютерний сервер, тобто пристрій, що містить ресурс і надає до нього доступ у форматі клієнт-сервер.
3. Вебсервер, пристрій який надає послуги вебхостингу.
4. Комп'ютерна програма, що надає послуги іншим програмам та застосункам, наприклад забезпечує їх певними даними.

Вживання слова «хост» має сенс тільки з поясненням, хостом якого сервісу є цей пристрій. А втім, часто назва сервісу опускається і припускається, що це очевидно з контексту.
Для прикладу, в реалізації протоколу USB керуванням і координацією кожної групи клієнтських пристроїв займається окремий USB Host Controller. У такому разі він виступає як хост протоколу USB. З другого боку, при виконанні, наприклад, команди ping певної IP-адреси хостом можна назвати комп'ютер, який володіє цією адресою і надає сервіс відповіді на ICMP-пакети. У такому разі такий комп'ютер виступає як хост сервісів ICMP.
Однак найчастіше під «хостом» без додаткових коментарів мається на увазі хост протоколу TCP/IP, тобто інтерфейс пристрою, під'єднаного до IP-мережі. Як і будь-який інший хост, цей має унікальну ідентифікацію в середовищі сервісів TCP/IP (IP-адрес).
В комп'ютерних іграх та інших мережевих додатках, де підключення до мережі створюється автоматично, під хостом розуміють того з учасників з'єднання, який організовує керування сеансом зв'язку, на відміну від решти, які під'єднуються до організованого ним сеансу.
Хостом спрощеною мовою називається просто унікальний відвідувач сайту. Скільки б сторінок відвідувач не проглянув на сайті, скільки б часу він на ньому не залишався, все це буде вважатися одним хостом.
Зазвичай, статистика обмежує «час унікальності» добою. Якщо на сайт з однієї IP-адреси зайшов відвідувач, тобто хост, його черговий візит через добу і більше знову буде вважатися унікальним.
Відвідуваність сайту визначається саме хостами, тобто унікальними відвідувачами. Програма, яка веде статистику, орієнтується на цей критерій. Якщо мова йде про різні додатки, наприклад, Skype, то при організації сеансу зв'язку кількох людей одночасно, як хост виступає організатор сеансу.
Хост є один із основних архітектурних компонентів IDS (англ. Intrusion Detection Systems), тобто система на якій виконується програмне забезпечення IDS. При збірці компілятора хост вказує на систему в якій даний компілятор буде працювати (host: i686-pc-mingw32 — Microsoft Windows;host: i686-pc-linux-gnu — Linux;host: darwin10-osx — MacOS).
Також, запускаючи диспетчер задач в Microsoft Windows, ми маємо можливість спостерігати за процесами svchost.exe в списку процесів, причому їх там велика кількість. Насправді, такі хост-процеси є своєрідними контейнерами, в яких групуються системні служби Windows залежно від їх пріоритетів і рівнів доступу. Ось чому багато процесів svchost.exe працюють одночасно.